# Mauricio Alvarado
Mauricio Alvarado Jiménez (México, 1974) es un novelista mexicano sin verdadera adscripción a un movimiento literario o generación de su país.

## Biografía
Estudió la carrera de Letras Hispánicas en la Universidad Nacional Autónoma de México (UNAM), 2002. Ha sido colaborador en diversas revistas y periódicos. Luego de algunos cuentos, que pudo colocar en varias antologías, escribió su primera novela, La Fiesta de Antorchas, con la que obtuvo el Premio Nacional de Novela Carlos Fuentes, 2001. Con esta obra inició una trilogía en la que pretende hacer que los escenarios sean parte protagónica de cada historia y antagónica para los personajes que coexisten en ellos. De ahí surge el segundo volumen como parte de la serie: Nuevo México; ganadora del Premio Nacional de Novela Breve Rosario Castellanos, 2005. 
Fue becario del Fondo Nacional para la Cultura y las Artes en el periodo 2006-2007, para escribir la última novela de la trilogía de escenarios: Hoteles de Tlalpan.
Entre la escritura de estas tres obras, donde se mezclan los géneros narrativos del horror, la ciencia ficción y la novela negra, escribió Con la tinta de un Kahlúa, de corte autobiográfico, sobre un barman que recorre durante años casi toda la variedad de giros nocturnos en México. Esta novela fue galardonada en República Dominicana con el premio Internacional Novela Casa de Teatro, 2007.
También en 2007, terminó su primer libro de narrativa corta, Los designios de la incertidumbre.

## Premios y becas
- Premio Nacional de Novela Carlos Fuentes, 2001
- Premio Nacional de Novela Breve Rosario Castellanos, 2005
- Premio Internacional de Novela Casa de Teatro, 2007
- Beca Jóvenes Creadores, novela, 2006-2007

## Obras
- Nuevo México, Coneculta Chiapas, 2006.
- La Fiesta de Antorchas, México, Conaculta, 2007.
- Con la tinta de un Kahlúa, República Dominicana, Casa de Teatro, 2007.

- Datos: Q6006871